# Bachia trisanale
Bachia trisanale är en ödleart som beskrevs av  Edward Drinker Cope 1868. Bachia trisanale ingår i släktet Bachia och familjen Gymnophthalmidae. IUCN kategoriserar arten globalt som otillräckligt studerad.

## Underarter
Arten delas in i följande underarter:
- B. t. trisanale
- B. t. abendrothi
- B. t. vermiformis